# Наталія Барбу
Наталія Барбу (нар. 22 серпня 1979, Бєльці, Молдавська РСР) — молдовська співачка, заслужена діячка мистецтв. Представниця Молдови на Пісенному конкурсі Євробачення 2024.

## Біографія
Народилась в сім'ї музикантів: дідусь та бабуся співали в церковному хорі, батько — художній керівник Рибницького міського оркестру народної музики, мати — солістка оркестру. У 7 років Наталія з батьками переїхала до міста Рибниця.
З 1986 року почала займатися в музичній школі за класом скрипки.
1992 року переїхала до Кишиніва через загострення Придністровського конфлікту, де продовжила навчання в ліцеї ім. Віктора Гюго міста Стеучень.
У 1994 році вступила на навчання до Національного музичного коледжу ім. Штефана Няги та вдосконалювала гру на скрипці, а з 1999 року продовжила за тим же напрямком навчатися в Академії музики ім. Г. Музическу. Здобуття освіти поєднувала з роботою скрипальки в Оркестрі народної музики «Мугурел», куди її прийняли після 1998 року після закінчення коледжу. У цьому ж колективі мати Наталії працювала солісткою.
1999 року Наталія Барбу входить до складу гурту «Міленніум», а згодом починає сольну кар'єру.
2001 року здобула звання Заслуженої діячки мистецтв.

## Кар'єра
Молдова:
- 1993 рік — 14-річна Наталія займає перше місце на конкурсі молодих скрипалів (Кишинів)
- 1998 рік — Гран-прі фестивалю «Береги Прута» (Кишинів)

Румунія:
- 1998 рік — перше місце на конкурсі виконавців імені Міхаели Румчану (Бузеу) та Гран-прі в «Mamaia '98»

Україна:
- 1999 рік — друге місце на міжнародному конкурсі виконавців «Море друзів» (Ялта).

Білорусь:
- 1999 рік — міжнародний конкурс виконавців «Слов'янський базар» (Вітебськ)
- 1999 рік — перше місце на міжнародному конкурсі молодих талантів та премія міжнародної федерації фестивальних організацій — як солістка гурту «Міленніум» (Мінськ).

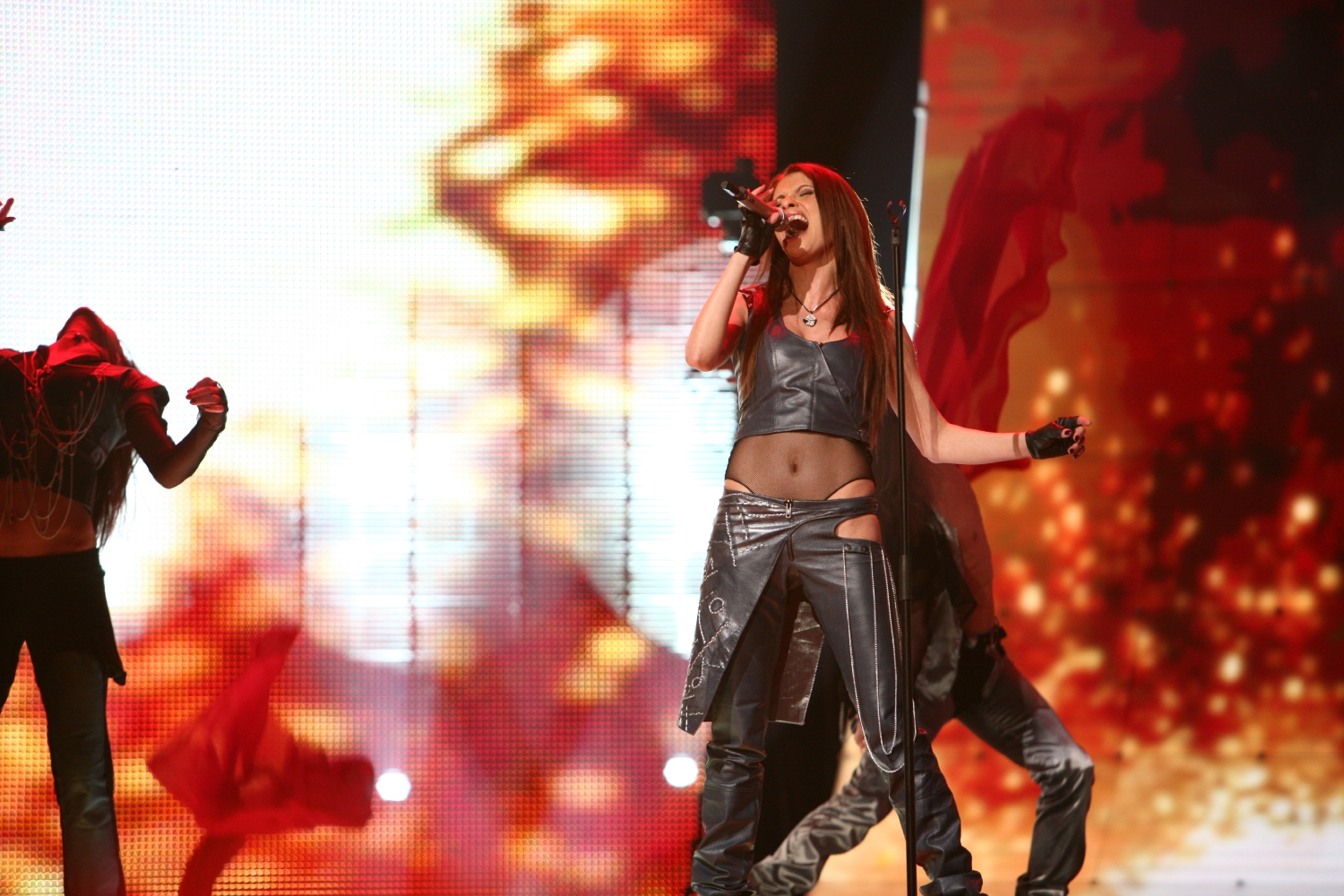
На Євробаченні 2007

Окрім нагород на фестивалях та вокальних і музичних конкурсах, Наталія Барбу 2003 року визнана секс-символом року, 2004 року брала участь у конкурсі «Нова Хвиля» в Юрмалі, а 2007 року — виступала на Пісенному конкурсі «Євробачення», де представляла Молдову та в підсумку посіла 10 місце. Пізніше, у 2024 році вона повернулась на конкурс, де представляла Молдову з піснею «In the middle» у Швеції, Мальме. До фіналу конкурсу не пройшла.

## Особисте життя
11 червня 2011 року одружилася з на 26 років старшим румунським фінансистом Ніколає Сота, статок якого журналом «Forbes» оцінювався в 10 млн доларів.
24 грудня 2011 року народила сина Віктора. Це перша дитина Наталії та третя у її чоловіка. Родина живе в Румунії.